# Гладких Валентин Валерійович
Гладких Валентин Валерійович (нар. 16 січня 1976, Стаханов, Україна) — український науковець, викладач, блогер, філософ та політичний консультант

## Освіта
Здобув освіту політолога в Київському національному університеті імені Тараса Шевченка. 
Проходив стажування у Варшавському Університеті за програмою студій Східної Європи – “Strategic economic needs and security exercise”. Був учасником стажування в T.M.C. Asser Instituut (Гаага, Нідерланди) та програми "Legislation", спрямованої на вивчення досвіду євроінтеграції та Програми підготовки молодих лідерів» (Young Leaders Program),  ASPEN Institute (Бухарест, Румунія).
Захистив дисертацію на звання кандидата філософських наук.,

## Кар'єра
З 2001 по 2016 рік працював в апараті Верховної Ради України. Обіймав посаду консультанта при відділі зі зв'язків з комітетами Ради.
Паралельно співпрацював в якості експерта з аналітичним порталом «Слово і Діло», а також з організацією «Левіафан».
З 2010 році співпрацює з департаментом при Конгресі Сполучених Штатів Америки.
Балотувався до Верховної Ради по 107-му округу в 2012 році. За результатами за нього проголосували 762 виборці з 168 тисяч.
У 2014 році в списку Всеукраїнського об'єднання «Демократи» намагався пройти до Київської міської ради.
Зареєстрував в 2015 році громадську організацію «Східноєвропейський центр реформ».
З 2018 року співпрацює з Київським національним університетом імені Шевченка та Національним авіаційним університетом в якості доцента кафедри політології.
Брав участь в ефірах телеканалу «112» та NewsOne, як політичний експерт.
3 2022 року - експерт аналітичного центру «Об’єднана Україна».
Член ГО "Східноєвропейський центр реформ" та ГО "Українська народна ініціатива "Чесна влада".

## Наукова діяльність
Автор наукових праць, чисельних публікацій суспільно-політичної тематики, опублікованих як в Україні, так і за кордоном (Польща, Румунія, РФ, Данія, Норвегія, Болгарія, США, Італія), зокрема, аналітичні огляди, присвячені парламентським виборам в Україні, цитувалися "The Global Legal Monitor" (Юридична бібліотека Конгресу США).

## Скандали
14 лютого 2022 року під час шоу Наталії Мосейчук "Право на владу" на 1+1 Валентин Гладких заспокоював українців про повномаштабне вторгнення РФ:
|  | Деякі категорії населення будуть інтерновані, деякі арештовані. Проти когось будуть вжиті репресії. Когось відженуть в Бабин Яр і розстріляють навіть. Але більшість населення просто, короче, поженуть працювати, платити податки й життя буде йти своїм плином! |

### Наукові публікації
- Гладких В.В.,(перелік публікацій)// Сайт Національної бібліотеки ім. В. Вернадського, Процитовано 8.8.2025